# Liste der Baudenkmäler in Grafenberg (Düsseldorf)
Die Liste der Baudenkmäler in Grafenberg (Düsseldorf) enthält die denkmalgeschützten Bauwerke auf dem Gebiet von Düsseldorf-Grafenberg, Stadtbezirk 7, in Nordrhein-Westfalen. Diese Baudenkmäler sind in der Denkmalliste der Stadt Düsseldorf eingetragen; Grundlage für die Aufnahme ist das Denkmalschutzgesetz Nordrhein-Westfalen (DSchG NRW).

## Baudenkmäler
| Bild           | Bezeichnung | Lage                           | Beschreibung                              | Bauzeit   | Eingetragen seit   | Denkmal- nummer |
| -------------- | ----------- | ------------------------------ | ----------------------------------------- | --------- | ------------------ | --------------- |
|                |             | Burgmüllerstraße 20 Karte      | Wohn- und Siedlungsbau der Neurenaissance | 1901      | 20. September 2011 | A 1613          |
|                |             | Burgmüllerstraße 24 Karte      |                                           | 1902      | 17. Januar 2002    | A 1503          |
| weitere Bilder |             | Gehrtsstraße 6a Karte          | Wohn- und Siedlungsbau des Neubarocks     | 1909–1910 | 16. Mai 2012       | A 1616          |
|                |             | Ludenberger Straße 1, 1a Karte |                                           | 1897      | 13. Juli 1985      | A 389           |
| Ostpark        | Ostpark     | Wittelsbachstraße Karte        |                                           | 1898–1899 | 21. Mai 2003       | A 1514          |